# Lucius Tanicius Verus
Lucius Tanicius Verus war ein im 2. Jahrhundert n. Chr. lebender Angehöriger des römischen Ritterstandes (Eques).
Durch eine Weihinschrift, die bei Bar Hill gefunden wurde und die auf 142/200 datiert wird, ist belegt, dass Verus Präfekt war. Laut John Spaul war er Präfekt der Cohors I Baetasiorum, die in der Provinz Britannia stationiert war.